# 100 речей та нічого зайвого
«100 речей та нічого зайвого» (нім. 100 Dinge) — німецька кінокомедія 2018 року про двох друзів-шопоголіків, які уклали угоду, що протягом 100 днів будуть користуватися лише однією річчю протягом доби.

## У ролях
| Актор               | Роль               |
| ------------------- | ------------------ |
| Флоріан Давід Фіц   | Пауль              |
| Маттіас Швайгхьофер | Тоні               |
| Міріам Штайн        | Люсі               |
| Ганнелоре Елснер    | Ренате Конаске     |
| Йоганнес Алльмайєр  | Ронні              |
| Вольфганг Штумф     | Вольфганг Консаске |
| Катарина Тальбах    | Бабуся Конаске     |
| Сара Вікторія Фрік  | Бетті              |
| Макс Бретшнайдер    | Майк               |
| Артем Гільз         | Девід Цукерман     |

## Створення фільму

### Виробництво
На створення фільму режисера надихнула документальна стрічка «Мої речі» 2013 року Петрі Лууккайнена.

### Знімальна група
- Кінорежисер — Флоріан Давід Фіц
- Сценарист — Флоріан Давід Фіц
- Кінопродюсер — Дан Мааг, Деніель Зоннабенд
- Композитор — Арні Шуманн, Джозеф Бах
- Кінооператор — Бернгард Джаспер
- Кіномонтаж — Деніс Бахтер, Ана де Міер і Ортуньйо
- Художник-постановник — Крістіан Айзель
- Художник-декоратор — Александра Пілгатш
- Художник-костюмер — Метін Місдік[3]